# 沃丁
沃丁（よくてい）は、殷朝の第5代王。殷代後期から使用され始めた卜辞には登場せず、周代以降の文献にしか名が現れないため、日本では実在を疑問視する研究者もいる。亳に都した。